# Canonichesse regolari del Santo Sepolcro di Gerusalemme

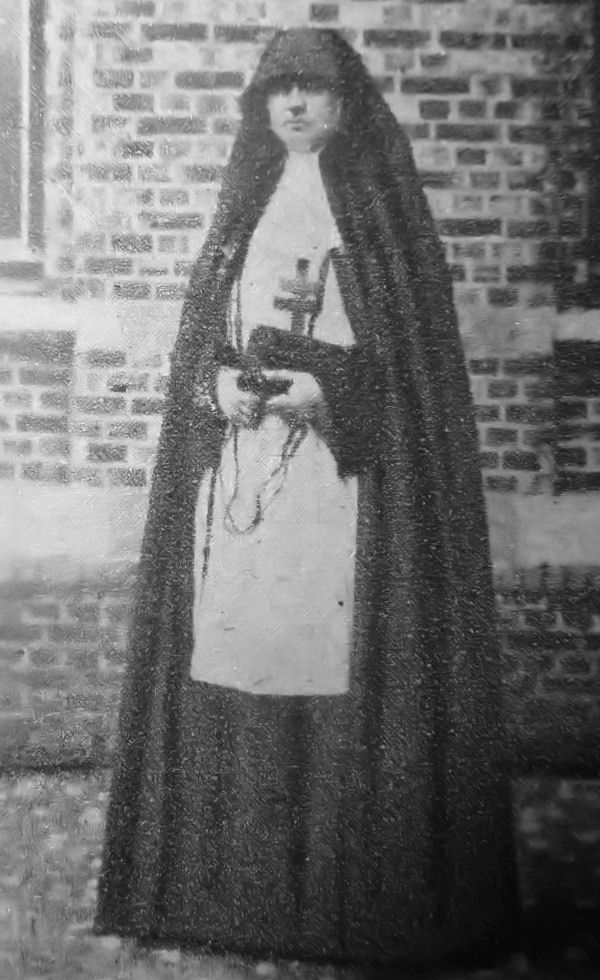
Canonichessa del monastero di Turnhout

Le canonichesse regolari del Santo Sepolcro di Gerusalemme, dette anche sepolcrine, sono religiose di voti solenni.

## Storia
L'Ordine dei Canonici regolari del Santo Sepolcro (di cui le canonichesse costituiscono il ramo femminile) sorse in Terrasanta nel XII secolo: vennero fondati dopo la conquista crociata di Gerusalemme per recitare in coro le ore canoniche nella basilica del Santo Sepolcro. Il monastero femminile più antico è quello di Světec, in Boemia, eretto nel 1227 e scomparso nel 1580, mentre il più antico ancora esistente è quello di Saragozza, del 1276.
Le canonichesse seguono la regola di sant'Agostino e il loro scopo è quello di "lodare Dio per il dono della redenzione e cantare la gloria della resurrezione del Salvatore": anticamente erano dedite all'ospitalità e all'assistenza delle donne anziane, attualmente soprattutto all'insegnamento, alla catechesi e alla gestione di case per ritiri spirituali.

## Dati statistici
Alla fine del 2005 i monasteri delle canonichesse erano 29 e le religiose (tra professe e novizie) erano 371.